# Johann Heinrich Waser (Übersetzer)
Johann Heinrich Waser, auch Johann von Breitenfels (Pseudonym) und Johann Heinrich Waser von Winterthur (* 17. September 1713 in Veltheim (heute Stadtteil von Winterthur); † 23. Dezember 1777 in Winterthur), war ein Schweizer Diakon, Übersetzer, Schriftsteller und Aufklärer.

## Leben
Johann Heinrich Waser wurde 1733 ordiniert. Er arbeitete zuerst als Hauslehrer beim bernischen Landvogt Samuel von Muralt in Sargans und als Vikar in Veltheim, danach in Zürich (wo er die Naturforschende Gesellschaft in Zürich mitbegründete) und seit 1746 dann als Diakon in Winterthur. Bekannt wurde Waser weniger durch eigene literarische Produktionen als durch seine Übersetzungen klassischer antiker Autoren wie Lukian und englischer Autoren wie William Shakespeare, Samuel Butler und Jonathan Swift. 
Das besondere Interesse Wasers galt den satirischen Autoren. Waser stand im Briefwechsel mit führenden deutschsprachigen Aufklärern seiner Zeit wie Johann Georg Sulzer und war persönlich mit Friedrich Gottlieb Klopstock, Johann Jakob Bodmer und Johann Caspar Lavater bekannt. Ein Geschenk der Waser’schen Übersetzung der Werke Shakespeares durch den Zürcher Verleger Conrad Orell veranlasste Ulrich Bräker zu seiner begeisterten Rezeption Shakespeares: „Etwas über Shakespeares Schauspiele“.
Waser war ein enger Freund von Martin Künzli (1709–1765), der seit 1728 Lehrer in Winterthur war, ab 1760 bis zu seinem Tod Rektor.
Seine Tochter  Anna Maria (* 1758 in Zürich; † 17. Juli 1803) war mit dem Lehrer und evangelischen Geistlicher Hans Rudolf Maurer verheiratet.

## Werke
- Moralische Beobachtungen und Urtheile, Orell und Comp., Zürich 1757 (zusammen mit Martin Künzli)
- Briefe zweier Landpfarrer, 1749